# Episodi di Sanctuary (webserie)
La webserie di Sanctuary consiste in 8 webisodes di 20 minuti circa ciascuno trasmessi nel continente americano nel 2007 sul sito di Syfy in streaming.
Visto il successo della webserie ne è derivata una serie televisiva, che riprende, riadattandole, le vicende della webserie. La prima stagione è andata in onda negli USA e in Canada nell'autunno del 2008.
In Italia i webisodes sono stati trasmessi sul sito internet di Steel dall'8 al 15 novembre 2009. 
| nº | Titolo originale | Titolo italiano | Prima TV USA   | Prima TV Italia  |
| -- | ---------------- | --------------- | -------------- | ---------------- |
| 1  | Webisode I       | Episodio 1      | 14 maggio 2007 | 8 novembre 2009  |
| 2  | Webisode II      | Episodio 2      | 28 maggio 2007 | 9 novembre 2009  |
| 3  | Webisode III     | Episodio 3      | 11 giugno 2007 | 10 novembre 2009 |
| 4  | Webisode IV      | Episodio 4      | 25 giugno 2007 | 11 novembre 2009 |
| 5  | Webisode V       | Episodio 5      | 16 luglio 2007 | 12 novembre 2009 |
| 6  | Webisode VI      | Episodio 6      | 30 luglio 2007 | 13 novembre 2009 |
| 7  | Webisode VII     | Episodio 7      | 16 agosto 2007 | 14 novembre 2009 |
| 8  | Webisode VIII    | Episodio 8      | 30 agosto 2007 | 15 novembre 2009 |